# Eupoecila
Eupoecila is een geslacht van kevers uit de familie bladsprietkevers (Scarabaeidae). Het geslacht werd voor het eerst wetenschappelijk beschreven in 1842 door Burmeister.

## Soorten
- Eupoecila australasiae (Donovan, 1805)
- Eupoecila evanescens Lea, 1914
- Eupoecila gracilis Schürhoff, 1934
- Eupoecila inscripta Janson, 1873
- Eupoecila intricata Lea, 1914
- Eupoecila miskini Janson, 1873